# Buffles du Borgou FC
El Buffles du Borgou FC és un club beninès de futbol de la ciutat de Parakou.

## Palmarès
- Lliga beninesa de futbol:[2]
  - 1980, 1992, 2014, 2017, 2019

- Copa beninesa de futbol:[3]
  - 1979, 1982, 2001

- Supercopa beninesa de futbol:
  - 2014